# ويليام الثاني دي دامبير
ويليام الثاني (بالفرنسية: Guillaume II de Dampierre)‏ (1196 - 3 سبتمبر  1231) كان لورد دامبير منذ عام 1216 حتى وفاته، كان نجل غي الثاني، كونستابل شامبانيا وماتيلدا دي بوربون، تزوج مارغريت دي فلاندرز لاحقاً كونتيسة فلاندرز وهينو، وأنجبت له خمسة أبناء؛ اثنان منهم في المستقبل أصبحوا كونتات فلاندرز.